# Сенґай

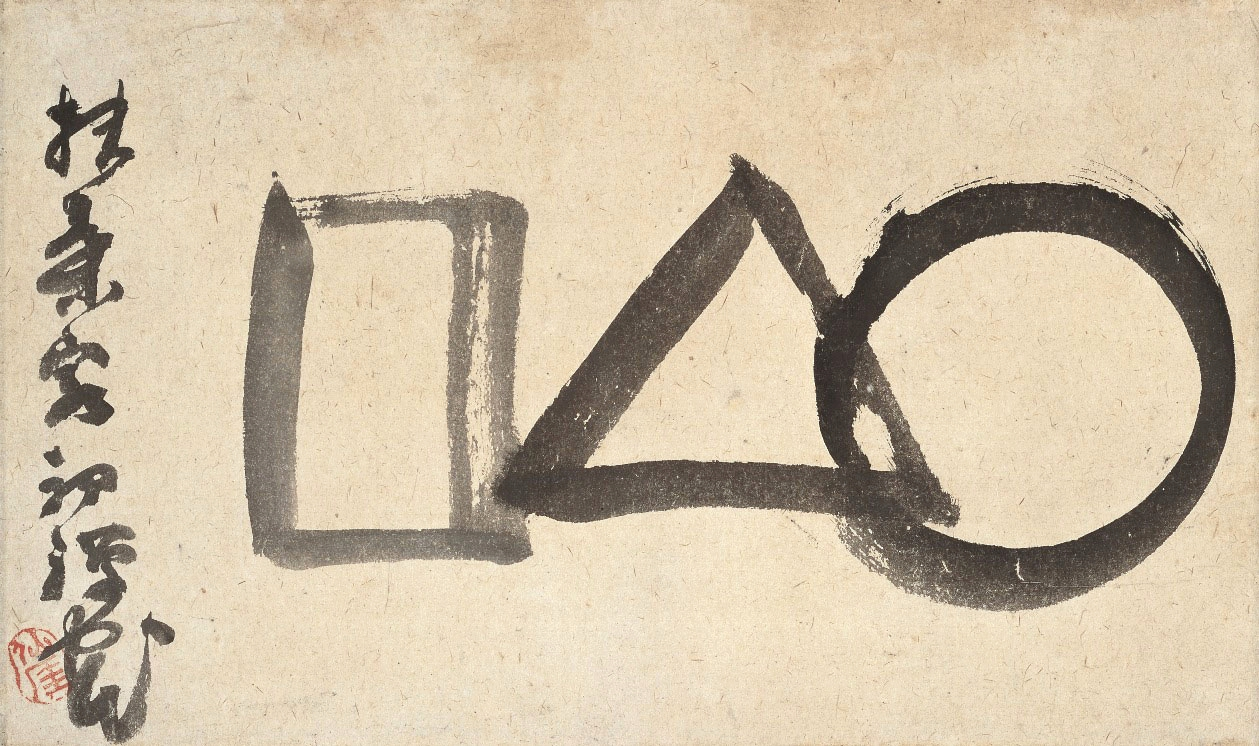
Сенґай «Коло, трикутник і квадрат»

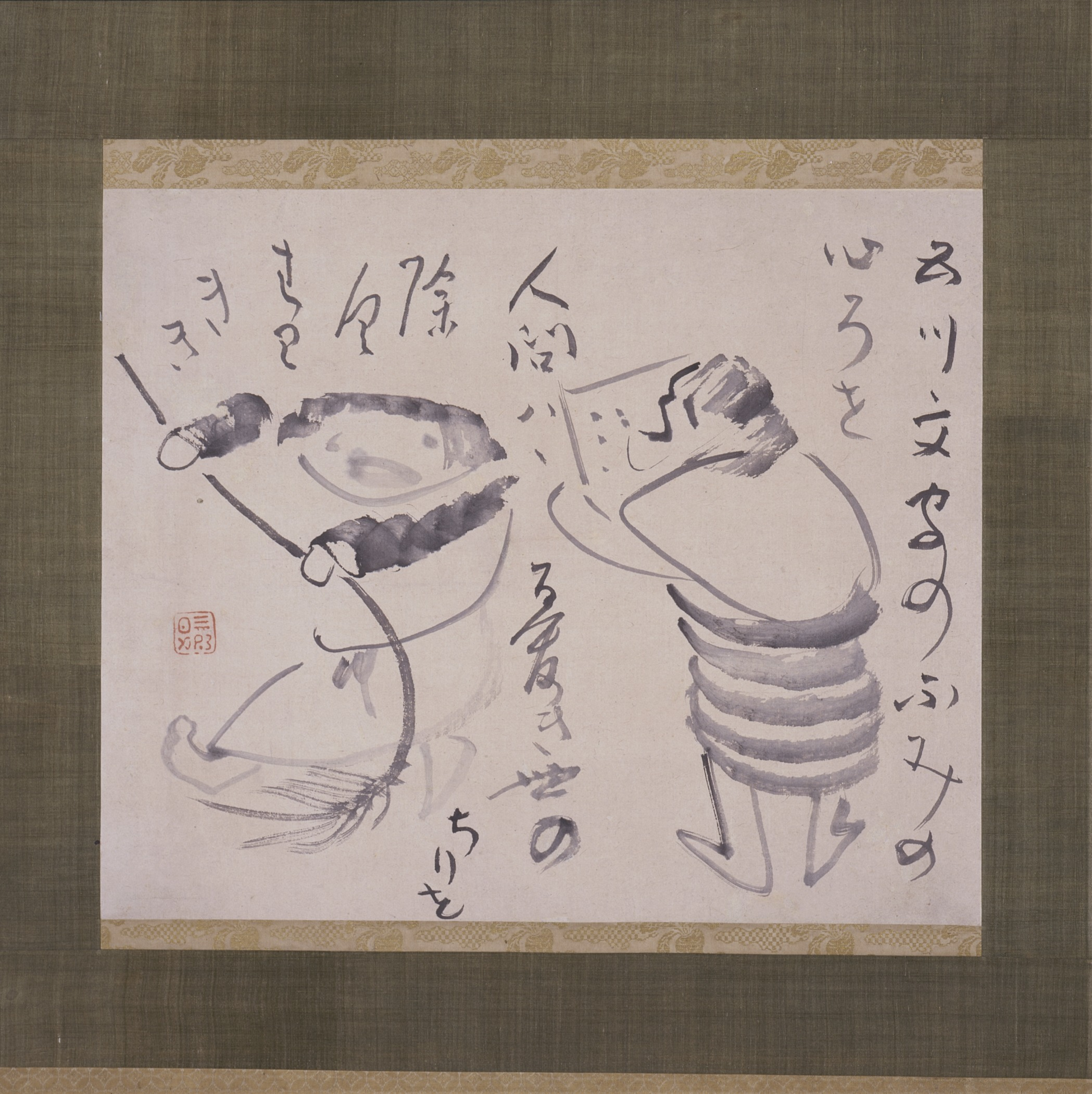
Сенґай «Кандзан і Джіттоку»

Сенґай Ґібон (яп. 仙厓義梵, 3 квітня 1750  — 4 листопада 1837) — японський буддійський монах школи Ріндзай та художник.

## Життя і творчість
Сенґай провів половину своєї життя у Наґаті біля Йокогами, після чого пішов у перший японський дзен-монастир Сьофуку-дзі у Фукуоці. Тут він лишався до кінця своїх днів. Сенґай здобув популярність завдяки своїм  творам, сповнених парадоксами, а також написаними тушшю картинами (техніка ґо-хуа, у Японії відома як сумі-йо). Оскільки вчення ріндзай було особливо складним для розуміння непосвячених, монах у своїх писаннях намагався якомога полегшити це і пояснити складні моменти.
Найвідомішою картиною роботи Сенґая являється полотно «Коло, трикутник і квадрат». Воно має кілька підтекстів. Так, у Японії ці зображення розглядають як «правильне», «наполовину правильне» і «неправильне» відповідно. Окрім цього, знаки відзеркалюють собою стихії: круг — воду, трикутник — вогонь, чотирикутник — землю. Дайсецу Тейтаро Судзукі, який познайомив західний світ із творчістю Сенґая і який переклав багато його творів англійською мовою, визначив цю картину як «Універсум».
У XX столітті Ідеміцу Саджьо збирав живописні роботи Сенґая у своєму музеї (мистецький музей Ідеміцу) і таким чином зробив їх доступними для широкої публіки.